# Weidach (Weitramsdorf)
Weidach ist ein Gemeindeteil der oberfränkischen Gemeinde Weitramsdorf im Landkreis Coburg.

## Geographie und Geologie
Weidach liegt fünf Kilometer westlich von Coburg an der Straße von Ummerstadt nach Coburg. Der höchste Punkt ist der sogenannte Breite Rain mit 398 Metern. Die Geologie ist durch die Keuperzeit mit Sandböden in der Weidacher Flur geprägt.

## Geschichte

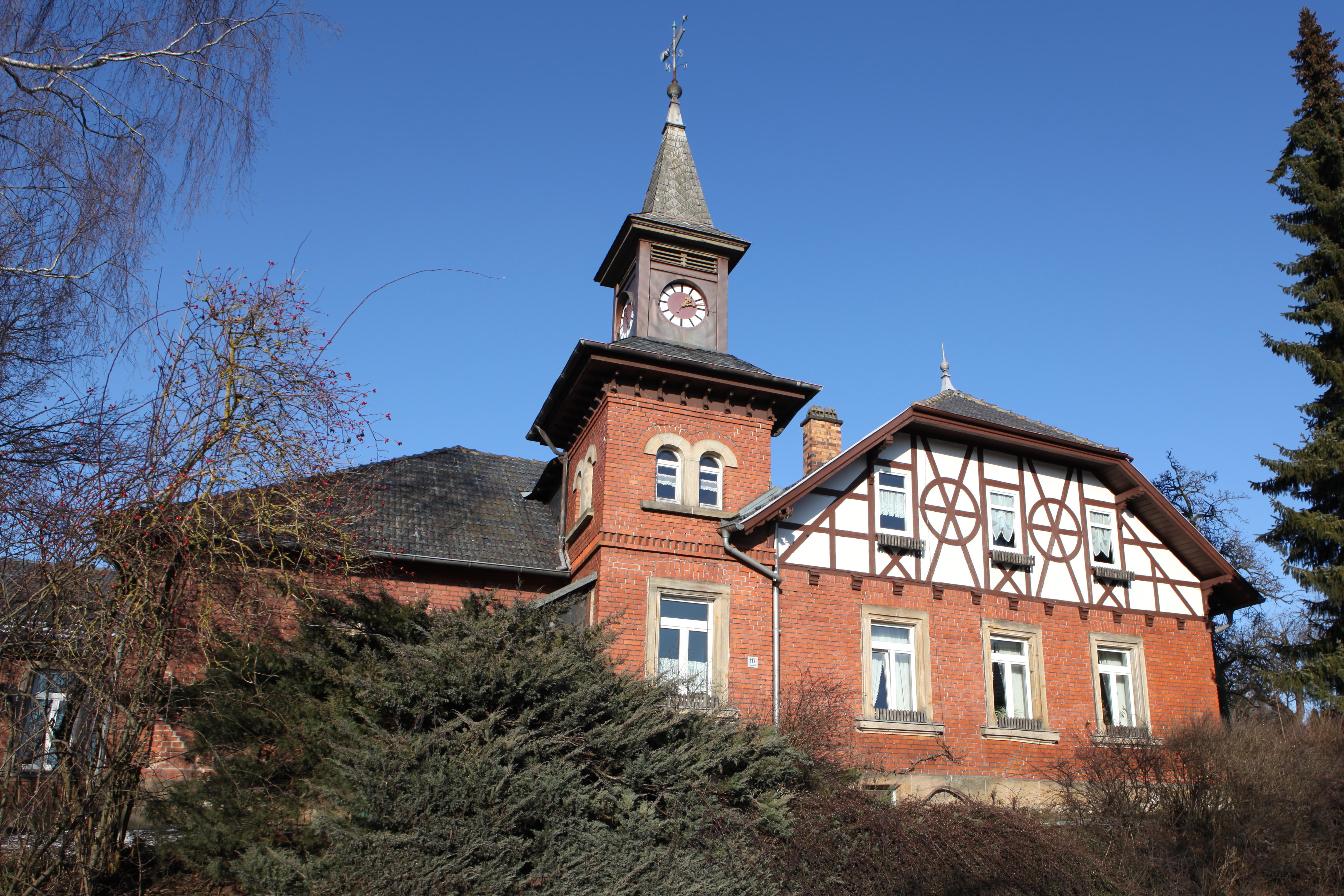
Schulhaus von 1899

Spuren einer Besiedlung gibt es aus der karolingischen Zeit. Die erste urkundliche Erwähnung stammt von 1149. Der Würzburger Bischof Siegfried von Truhendingen bestätigte die Gründung des Benediktinerklosters Mönchröden, nachdem Hermann Sterker, Burggraf von Meißen, seine Güter der Diözese Würzburg übertragen hatte. In der Schenkungsurkunde ist unter anderem Weidach als „Gut Widahe“ erwähnt. Neben Mönchröden besaßen auch das Benediktinerkloster Banz, das Zisterzienserkloster Langheim und die Edelfreien zu Callenberg Güter in Weidach. Langheim verwaltete seine Höfe lange Zeit von Tambach aus, wo es ein Klosteramt hatte. Mindestens fünf größere Höfe existierten in der Zeit.
Als Teil des Coburger Landes gehörte die Siedlung im 13. Jahrhundert zur Landesherrschaft der Henneberger, die im 14. Jahrhundert auf die Wettiner überging. Weidach war dem Zentgericht Lauter zugeordnet. Im Lehenbuch des Amtes Coburg von 1536 sind drei Höfe und drei Sölden verzeichnet. Besitz zu Weidach hatten bekannte adelige Geschlechter des Coburger Landes, unter anderem die Familien Gornizer, von Brandenstein und Bach, von Rosenau, von Sternberg und von Heldritt. Anfang des 17. Jahrhunderts befanden sich schließlich fast alle Lehen im Besitz des fürstlichen Klosteramtes Mönchröden, das 1595 in Weidach drei Höfe, drei Güter und sieben Sölden besaß. Der Ort bildete einen Weiler. Nach dem Dreißigjährigen Krieg waren von den 17 Häusern zehn zerstört.

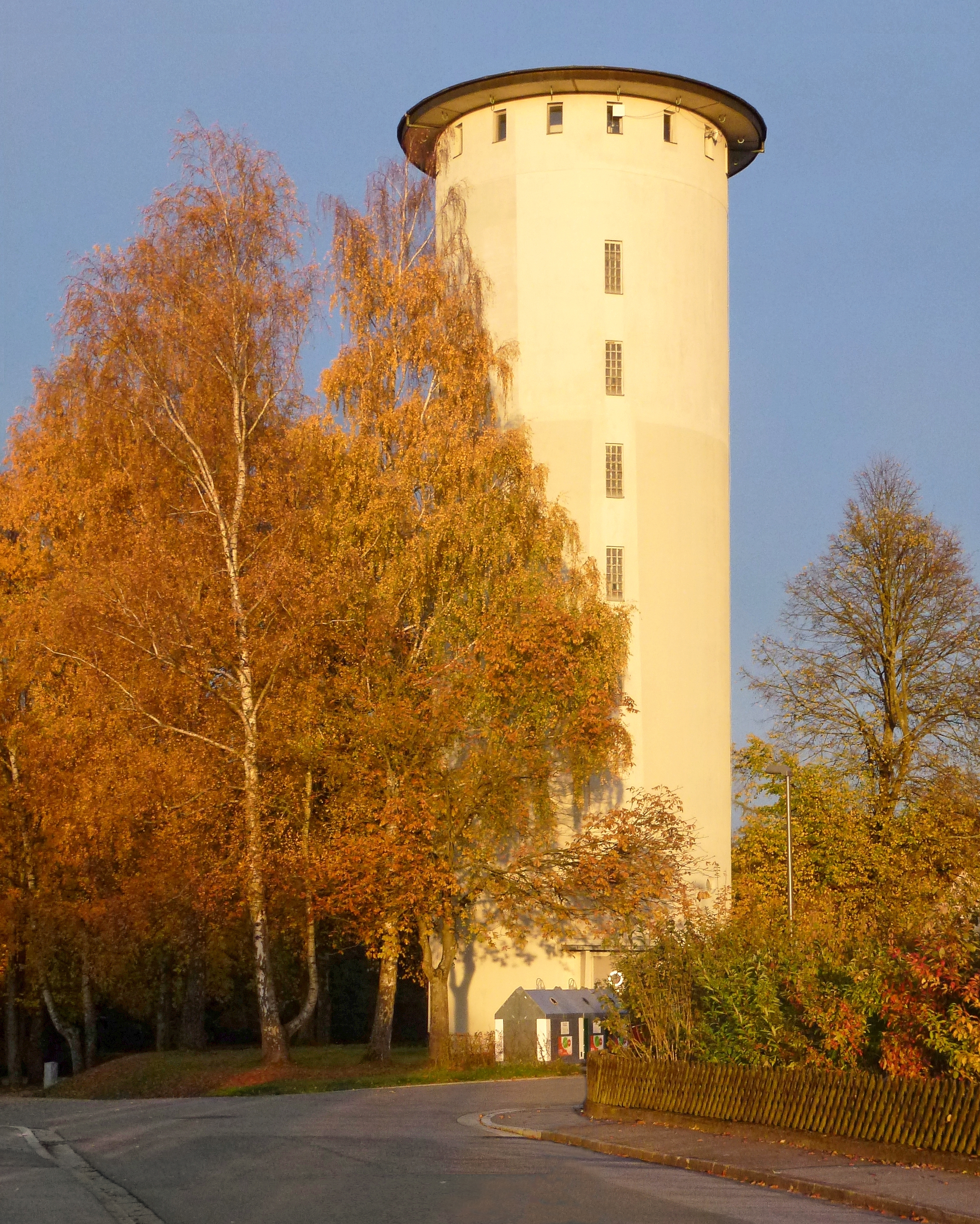
Am Wasserturm, Herbst 2014

Anfangs wurden die Weidacher von der Urpfarrei Meeder betreut. Nach der Erhebung von Neuses bei Coburg zur eigenen Pfarrei im Jahr 1535 gehörte die Siedlung zu deren Einzugsbereich. 1839 folgte eine Umpfarrung nach Scheuerfeld, das auch gegen Zahlung von Weidacher Beiträgen deren Schulkinder aufnahm. 1861 errichtete Weidach für seine 40 Schüler eine eigene Schule, die 1899 durch einen Neubau ersetzt und 1936 wegen eines Anstiegs auf 71 Schüler erweitert wurde. Einen eigenen Friedhof hat die Gemeinde seit 1921.
1884 umfasste der Gemeindebezirk 261 Hektar. 291 Einwohner bewohnten 48 Gebäude mit 73 Haushalten. Weidach war Sitz der Forstei Callenberg und hatte drei Gastwirtschaften. Am Ersten Weltkrieg nahmen 86 Männer aus Weidach teil, 29 fielen. Im Zweiten Weltkrieg waren 42 gefallen und wurden vermisst.

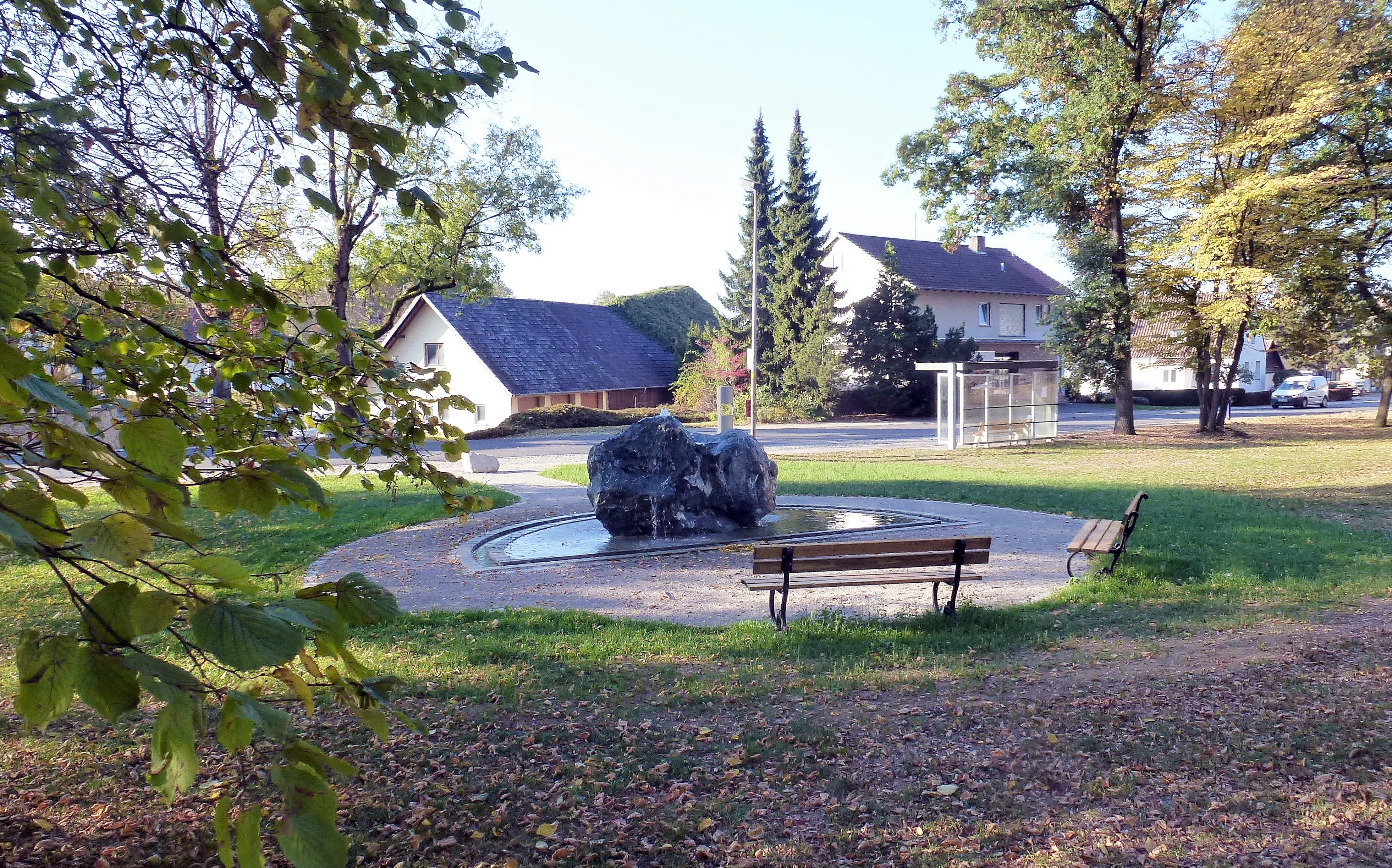
Der Quellsteinbrunnen in Weidach im Oktober 2018

Die starke Zuwanderung von Heimatvertriebenen verdreifachte nach 1945 die Einwohnerzahl. Dies führte im Jahr 1954 zum Bau des ersten 47 Hektar großen Abschnittes der Siedlung Am Vogelherd an der östlichen Flurgrenze, direkt angrenzend an Scheuerfeld, der einen umfangreichen Ausbau der Wasserversorgung zur Folge hatte. Dazu wurde unter anderem ein 55 Meter tiefer Brunnen gebohrt und als neues Wahrzeichen des Ortes bis 1959 ein 30 Meter hoher Wasserturm mit 200 Kubikmeter Wasserinhalt gebaut. In dem alten Schulgebäude wurden 1960 in zwei Schulsälen 149 Kinder in Schicht unterrichtet. Deshalb errichtete die Gemeinde eine neue Schule, die am 8. Januar 1963 eröffnet wurde. 1965 weihte die katholische Gemeinde ihre Kirche St. Michael. Im selben Jahr begann im alten Dorfkern der Bau einer Kanalisation mit Kläranlage, der bis 1968 dauerte. Die Volkszählung ergab 1970 im alten Dorfkern 1077 Einwohner und 621 im Ortsteil Vogelherd. 1972 wurde das Gemeindezentrum der evangelischen Kirchengemeinde eingeweiht. 

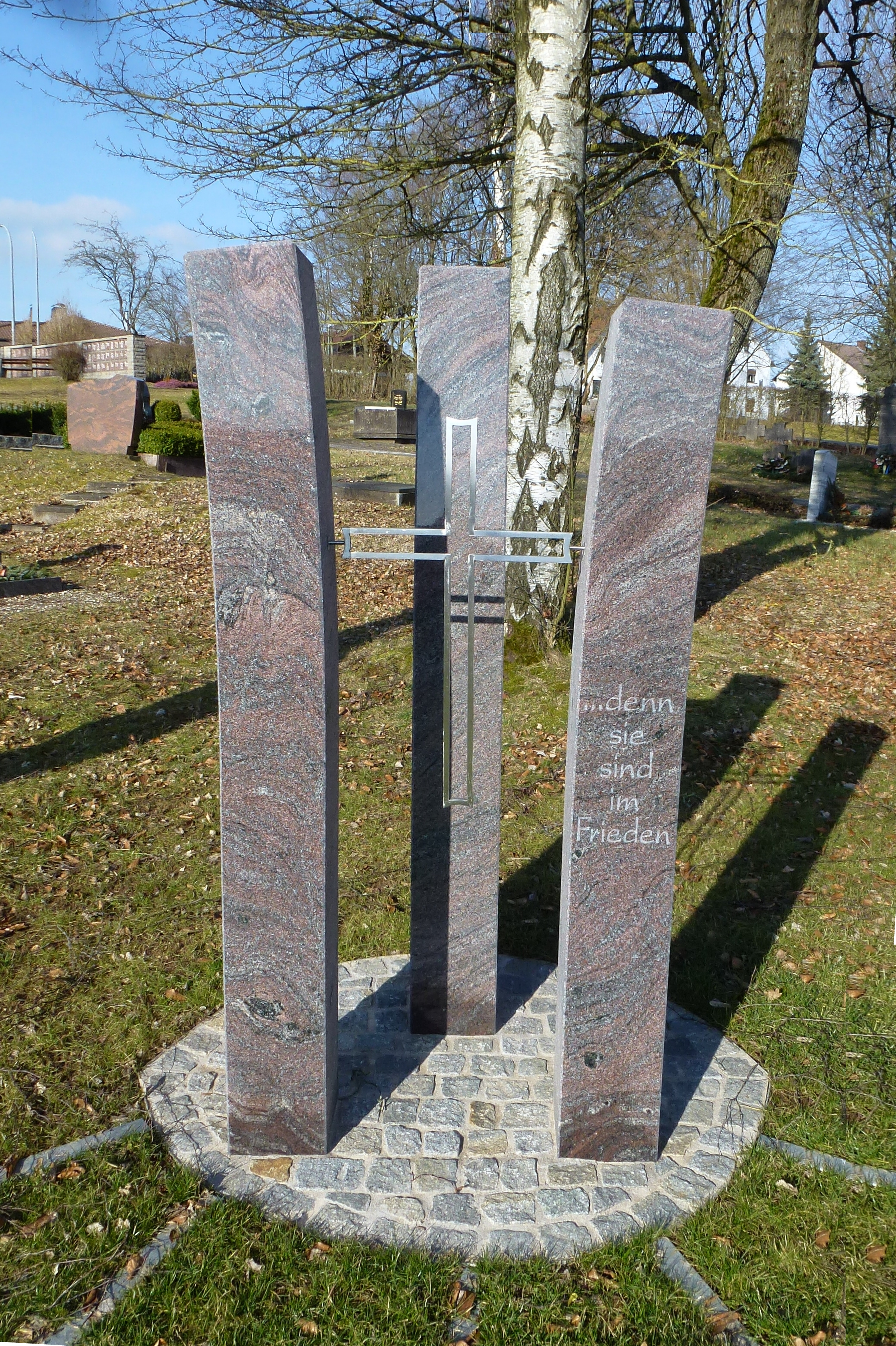
Stelengruppe auf dem Weidacher Friedhof

Am 1. Mai 1978 wurde Weidach nach Weitramsdorf eingemeindet. Aufgrund zu niedriger Zahlen an Schülern wurde die Schule in Weidach geschlossen. Die Schüler werden nun in Weitramdorf unterrichtet. 2016 wurden Einkaufsmärkte am östlichen Ortseingang von Weidach errichtet.

### Ortsname
Als Schreibweisen Weidachs sind „Widahe“ (1149), „Widehe“ (1180), „Widech“ (1340) und „Weyda“ (1516) belegt. Wida bedeutet im Althochdeutschen Weidenbaum und wird mit der Silbe ahi als Siedlung am Weidengehölz gedeutet.

## Literatur

Die vier Jahreszeiten in Weidach
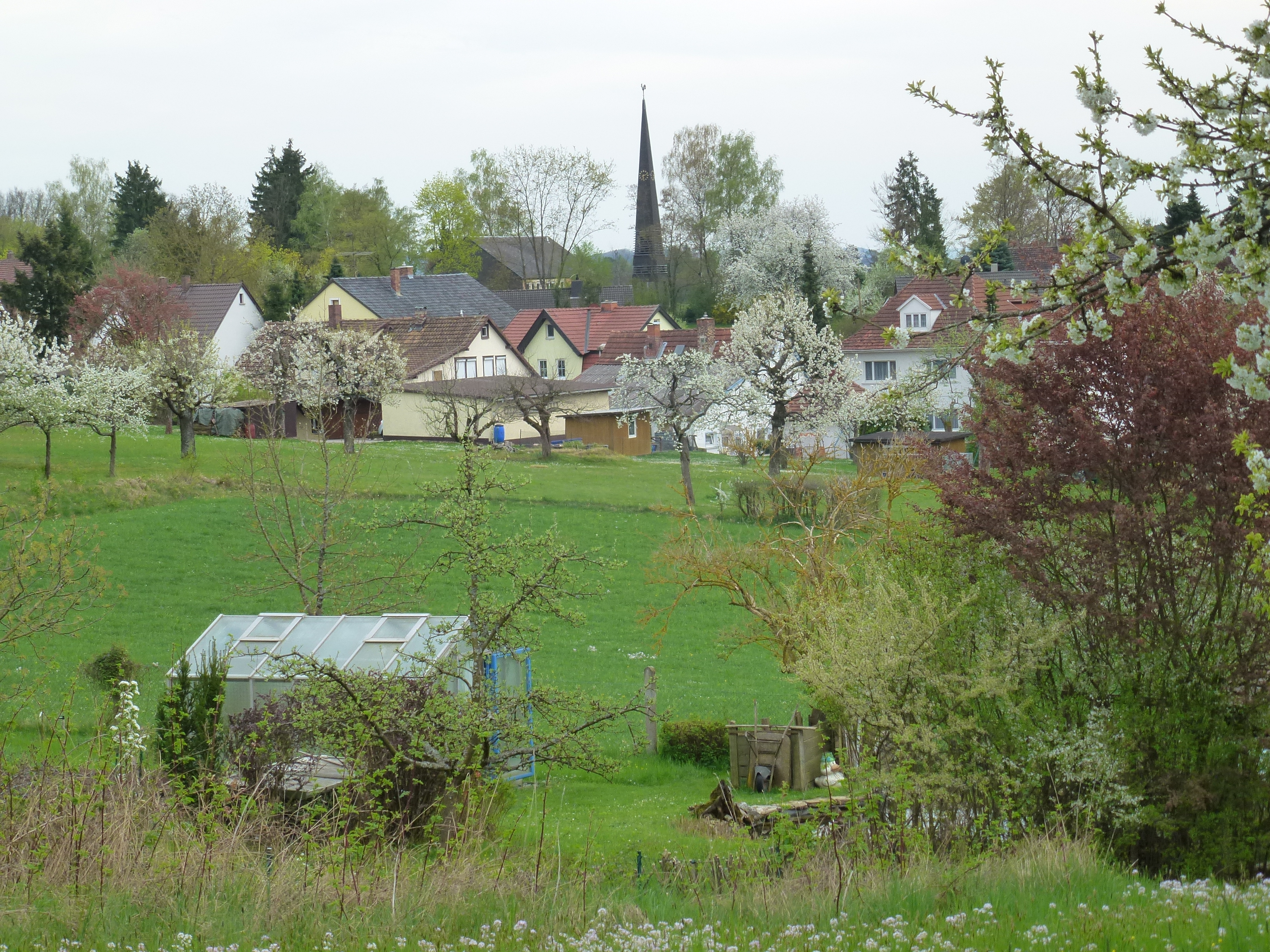
Frühling
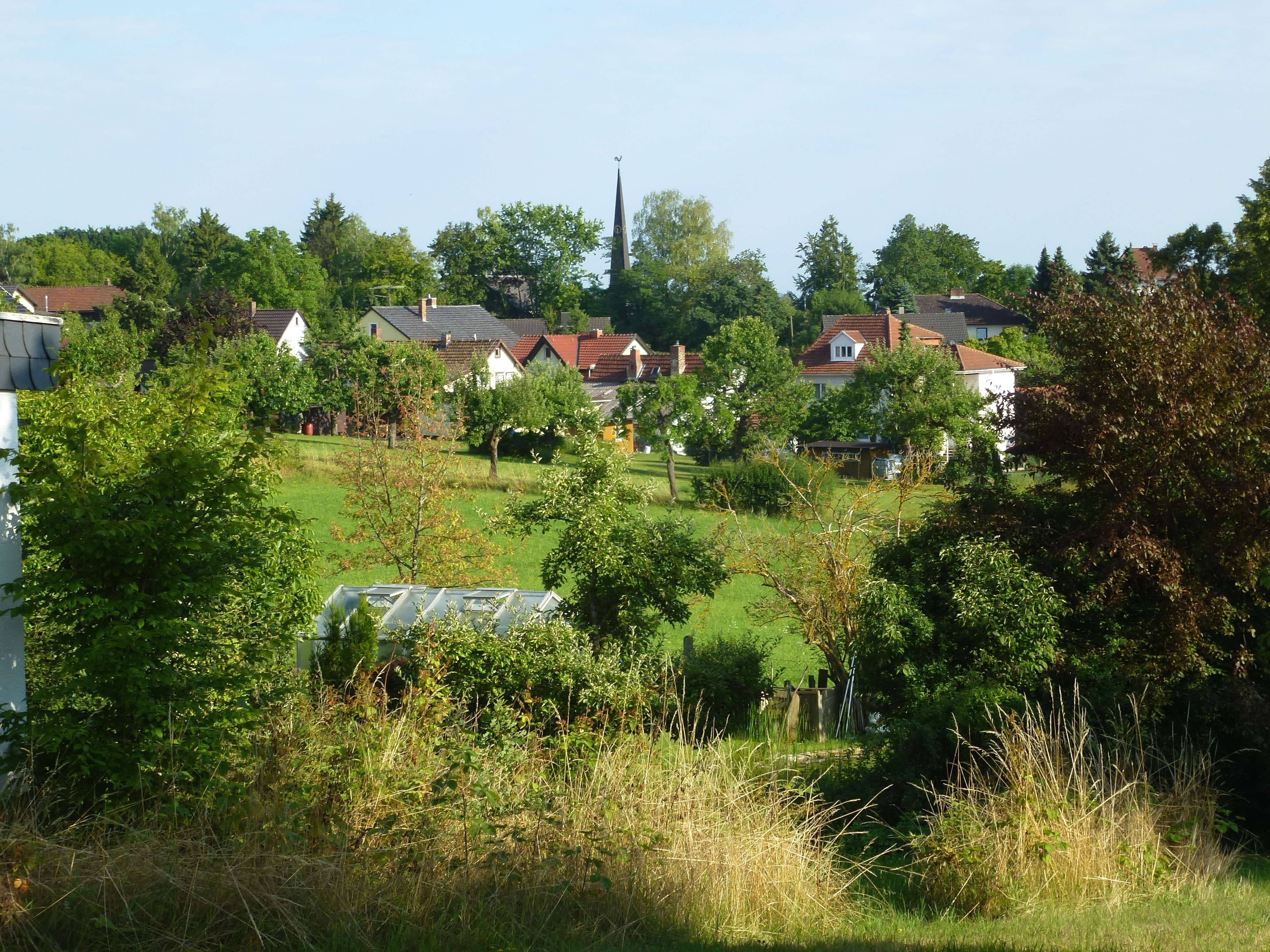
Sommer
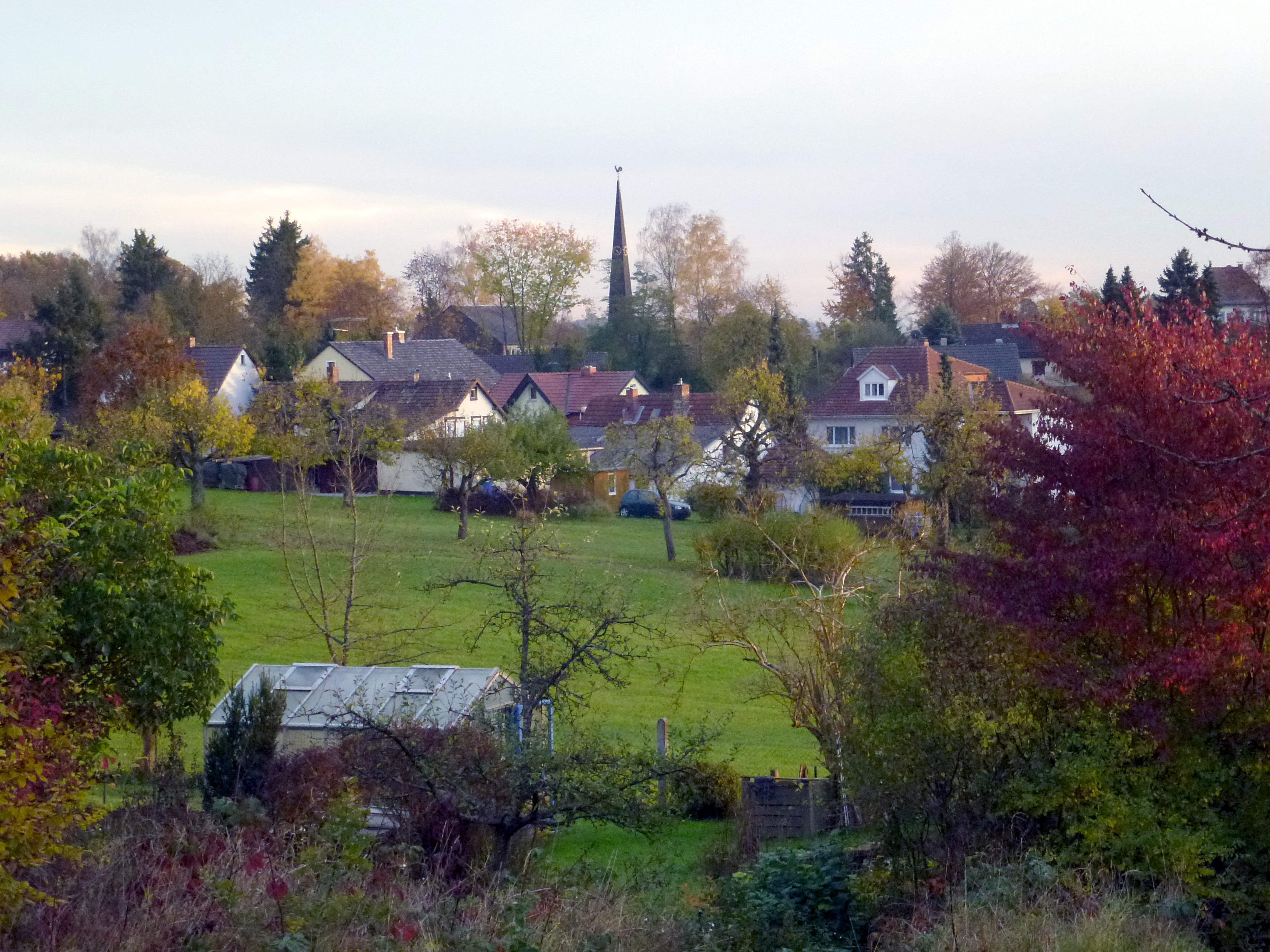
Herbst
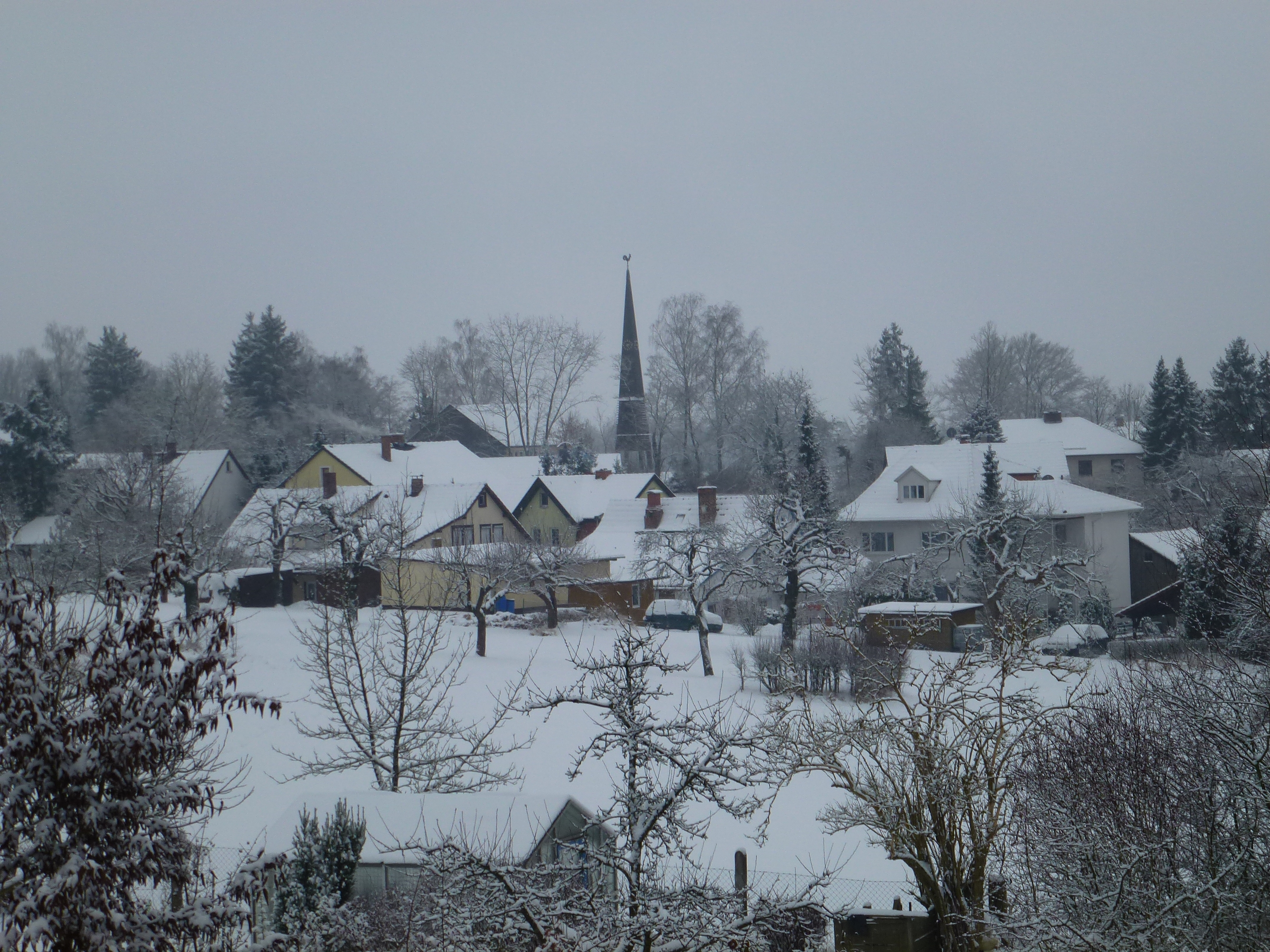
Winter

### Einwohnerentwicklung
| Jahr      | 1793 | 1863 | 1910 | 1939 | 1954 | 1961 | 1969 | 1970 | 2007 |
| --------- | ---- | ---- | ---- | ---- | ---- | ---- | ---- | ---- | ---- |
| Einwohner | 60   | 250  | 350  | 462  | 1454 | 1271 | 1728 | 1697 | 1813 |